# San Raffaele Cimena
San Raffaele Cimena (piemontesisch San Rafè e Cimënna) ist eine Gemeinde in der italienischen Metropolitanstadt Turin (TO), Region Piemont.

## Lage und Einwohner
San Raffaele Cimena liegt rund 23 km nordöstlich von Turin, nahe des Po. Der Ort liegt auf einer Höhe von 195 m über dem Meeresspiegel. Das Gemeindegebiet umfasst eine Fläche von 11 km² und hat 3149 Einwohner (Stand 31. Dezember 2023). 
Die Gemeinde besteht aus den Ortsteilen Piana, San Raffaele Alto, Cimena und San Raffaele Cimena. Die Nachbargemeinden sind Chivasso, Brandizzo, Castagneto Po, Settimo Torinese, Gassino Torinese und Rivalba.

## Geschichte

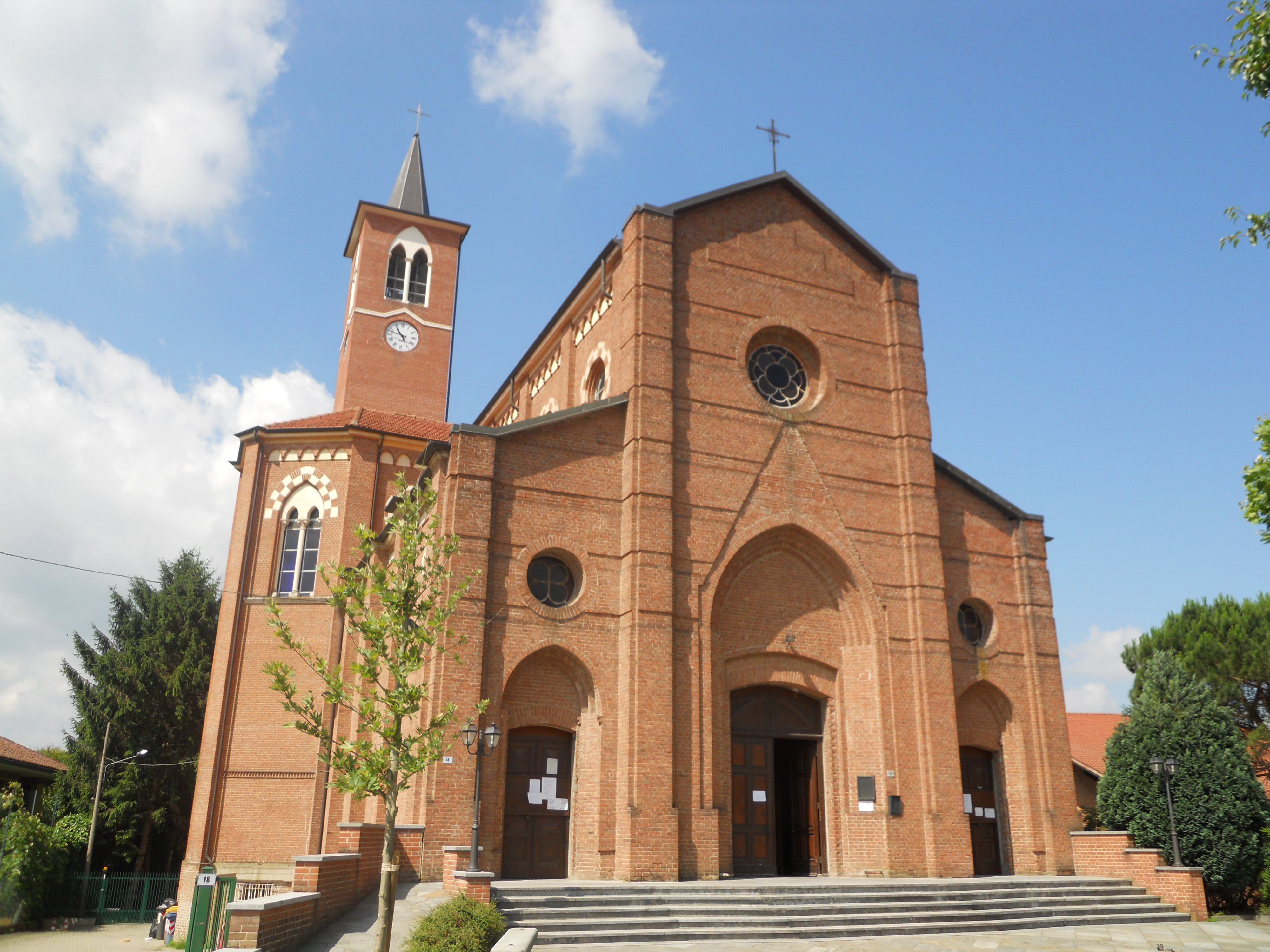
Chiesa del Sacro Cuore di Gesù

Es ist wahrscheinlich, dass das erste bewohnte Zentrum auf dem Hügel im 4. Jahrhundert als byzantinische Garnison in der Ebene darunter entstand. Justinians Soldaten hätten zu Ehren des Heiligen Erzengels Raphael eine rudimentäre Kapelle gebaut, als gutes Omen für die Heimkehr, da dieser Erzengel die Reisenden beschützte. Rund um die kleine Kirche, die im Bereich des heutigen Friedhofs errichtet wurde, entstanden dann die ersten Wohnhäuser.
Im 10. Jahrhundert zog die Bevölkerung aufgrund der Einfälle der Sarazenen höher, um die Burg herum, die sich dort befindet, wo sich heute der Gedenkpark befindet, um besseren Schutz zu genießen. Die Stadt wurde außerdem durch Gräben und Umfassungsmauern verteidigt. Das rund um die Festung entstandene Dorf San Raffaele unterscheidet sich noch heute deutlich von den beiden anderen Hauptstädten des Gemeindegebiets, Cimena und La Piana, die als Dörfer an Verbindungsstraßen entstanden. In den vergangenen Jahrhunderten folgten die Familien Provana, Roero, Calori, Socio, Gervasio, Crova, de Rege, Scaglia, Tornielli, Robbio und Curbis im Besitz des Lehens oder eines Teils davon mit herrschaftlichen und herrschaftlichen Titeln.
Cimena hat einen Ursprung bereits vor der Römerzeit und der Name leitet sich wahrscheinlich aus der alten ligurischen Sprache ab, in der der Begriff cem oder cim Berg oder Anhöhe bedeutete. Nachdem es 1596 eine unabhängige Gemeinde wurde, war es ein wichtiges Zentrum sowohl aufgrund seiner strategisch-militärischen Lage als auch aufgrund seiner geografischen Lage, die die Landwirtschaft begünstigte. Im Jahr 1818 wurde Cimena zu San Raffaele zusammengefasst, daher der Gemeindename „San Raffaele und Cimena“, der bis 1928 bestand.
Im 17. Jahrhundert entwickelte sich die Gemeinde in dem Gebiet zwischen der Straße, die entlang des Hügels verlief, und dem Hügel selbst. Es ist das heutige alte Dorf Piana. Begünstigt durch seine Zwischenlage zwischen Gassino Torinese und Chivasso, die den Handel und den Personenverkehr erleichterte (was 1831 zur Fertigstellung der Bauarbeiten an der Provinzstraße Gassino-Cimena beitrug, die nach Casale Monferrato führte, der heutigen Staatsstraße 590) und um die Möglichkeit zu haben, eine stärker mechanisierte Landwirtschaft einzuführen, war es dazu bestimmt, dass La Piana im Laufe der Jahrhunderte die Oberhand an Bedeutung gegenüber den anderen Weilern gewinnen würde. Wir mussten jedoch bis zum 20. Jahrhundert warten, um Zeuge dieses beeindruckenden Bevölkerungs- und Dienstleistungswachstums zu werden, das unter anderem 1949 den unvermeidlichen Umzug der Hauptstadt nach La Piana auslöste.
Zwischen 1883 und 1949 wurde die Gemeinde von der Straßenbahn Turin-Chivasso/Brusasco mit einer Haltestelle bedient.